# Jochon-dong, Gunsan
Jochon-dong (koreanska: 조촌동) är en stadsdel i staden Gunsan i provinsen Norra Jeolla i den sydvästra delen av Sydkorea, 180 km söder om huvudstaden Seoul.